# Patriots' Day
Ne pas confondre avec le Patriot Day, commémorant les attentats du 11 septembre 2001.
Ne doit pas être confondu avec Patriots Day (film).
Patriots’ Day (officiellement Patriots’ Day dans le Massachusetts et dans le Wisconsin et Patriot’s Day dans le Maine) est un jour férié célébré le troisième lundi d'avril dans les États américains précédemment cités. Il commémore la bataille de Lexington et Concord, première bataille de la Révolution américaine, qui a eu lieu le 19 avril 1775.

## Événements sportifs
Le Marathon de Boston est pratiqué chaque année lors du Patriots' Day, raison pour laquelle les Bostoniens surnomme la journée « Marathon Monday ». La 117e édition qui s'est déroulée le 15 avril 2013 a été marquée par deux explosions près de la ligne d'arrivée, qui ont tué trois personnes et en ont blessé près de 180.
Il est traditionnellement prévu que l'équipe de baseball Red Sox de Boston joue à domicile au Fenway Park le jour du Patriots' Day, depuis 1959.